# Reno (hrabstwo Parker)
Reno – miasto w Stanach Zjednoczonych, w stanie Teksas, w hrabstwie Parker.